# Udàrnoie (Sakhalín)
|  | Per a altres significats, vegeu «Udàrnoie». |

Udàrnoie (en rus: Ударное) és un poble de l'óblast de Sakhalín, a l'Extrem Orient de Rússia, que el 2013 tenia 13 habitants. Pertany al districte d'Uglegorsk.